# Loubejac
 Loubejac  (en occitano Lobejac) es una población y comuna francesa, situada en la región de Aquitania, departamento de Dordoña, en el distrito de Sarlat-la-Canéda y cantón de Villefranche-du-Périgord.

## Demografía
| 349 | 283 | 280 | 253 | 234 | 233 |
| Para los censos de 1962 a 1999 la población legal corresponde a la población sin duplicidades (Fuente: INSEE [Consultar]) |     |     |     |     |     |